# Heterotopie
Heterotopia este un concept elaborat de filosoful Michel Foucault pentru a descrie anumite spații culturale, instituționale și discursive care sunt cumva „altele”: tulburătoare, intense, incompatibile, contradictorii sau transformatoare. Heterotopiile sunt lumi din lumi, oglindind și totuși tulburând ceea ce este în afară. Foucault oferă exemple: corăbii, cimitire, baruri, bordeluri, închisori, grădini ale antichității, târguri, băi musulmane și multe altele. Foucault conturează noțiunea de heterotopie de trei ori între 1966–1967. O prelegere susținută de Foucault unui grup de arhitecți în 1967 este cea mai cunoscută explicație a termenului.  Prima sa mențiune despre concept este în prefața sa la Ordinea lucrurilor și se referă mai degrabă la texte decât la spații socio-culturale.

## Etimologie
Heterotopia urmează șablonul stabilit de noțiunile de utopie și distopie. Prefixul hetero- este din greaca veche ἕτερος (héteros, „altul, altul, diferit”) și este combinat cu morfemul grec τόπος („loc”), însemnând „alt loc”. O utopie este o idee sau o imagine care nu este reală, dar reprezintă o versiune perfecționată a societății, precum cartea lui Thomas More sau desenele lui Le Corbusier. După cum a scris Walter Russell Mead, „utopia este un loc în care totul este bine; distopia este un loc în care totul este rău; heterotopia este locul în care lucrurile sunt diferite - adică o colecție ai cărei membri au puține sau deloc conexiuni inteligibile între ei”.

## Heterotopia la Foucault
Foucault folosește termenul „heterotopie” (în franceză: hétérotopie) pentru a descrie spațiile care au mai multe straturi de semnificație sau relații cu alte locuri decât se pare la prima vedere. În general, o heterotopie este o reprezentare fizică sau o aproximare a unei utopii sau a unui spațiu paralel (cum ar fi o închisoare) care conține corpuri nedorite pentru a face posibil un spațiu utopic real.
Foucault explică legătura dintre utopii și heterotopii folosind exemplul unei oglinzi. O oglindă este o utopie deoarece imaginea reflectată este un „loc fără loc”, un loc virtual ireal care permite cuiva să-și vadă propria vizibilitate. Totuși, oglinda este și o heterotopie, prin aceea că este un obiect real. Heterotopia oglinzii este în același timp absolut reală, relaționând cu spațiul real care o înconjoară și absolut ireală, creând o imagine virtuală.
Foucault articulează mai multe tipuri posibile de heterotopie sau spații care prezintă semnificații duble:
- O „heterotopie de criză” este un spațiu separat, cum ar fi un internat sau o cameră de motel, în care activități precum majoratul sau luna de miere au loc, dar fără a fi vizibile. Foucault descrie heterotopia de criză ca fiind „rezervată indivizilor care se află, în raport cu societatea și cu mediul uman în care trăiesc, într-o stare de criză”. El subliniază, de asemenea, că heterotopiile de criză dispar în mod constant din societate și sunt înlocuite de următorul tip de heterotopie, cea a deviației.
- „Heterotopiile deviației” sunt instituții în care plasăm indivizi al căror comportament este în afara normei (spitale, aziluri, închisori, case de odihnă).
- Heterotopia poate fi un singur loc real care juxtapune mai multe spații. O grădină poate fi o heterotopie, dacă este un spațiu real menit a fi un microcosmos al diferitelor medii, cu plante din întreaga lume.
- „Heterotopiile timpului” precum muzeele înglobează într-un singur loc obiecte din toate timpurile și stilurile. Ele există în timp, dar există și în afara timpului, deoarece sunt construite și conservate pentru a nu fi afectate fizic de ravagiile timpului.